# Kitosov rat
Drugi jevrejsko-rimski rat ili Kitosov rat (хебр. מרד הגלויות: mered ha'galuyot ili mered ha'tfutzot (מרד התפוצות), "Pobuna izgnanika") je naziv za veliki ustanak Jevreja protiv rimske vlasti u istočnom dijelu Carstva, a koji je trajao od 115. do 117. godine. Ustanak je započeo u jevrejskoj dijaspori, odnosno među jevrejskim zajednicama u Kireni, Egiptu i Kipru, a da bi se kasnije proširio i na samu Judeju te Mesopotamiju. Ustanici su ispočetka imali velike uspjehe, iskoristivši činjenicu da je glavnina rimske vojske u to vrijeme vodila veliki pohod protiv Parćana, te su nakratko osvojili Aleksandriju i veliki broj gradova, pobivši ogroman broj njihovih nejevrejskih žitelja, uglavnom Grka i Rimljana. Međutim, nakon što je rimski car Trajan poslao nove snage na čelu sa Lucijem Kvijetom, ustanak je ugušen i rimska vlast učvršćena.

## Literatura i spoljašnje veze
- "BAR KOKBA AND BAR KOKBA WAR" article from Jewish Encyclopedia Архивирано на веб-сајту  (28. јун 2011) (public domain)
- "Cyprus: In Roman Times" article from Jewish Encyclopedia Архивирано на веб-сајту  (28. јун 2011) (public domain)
- "Cyrene" article from Jewish Encyclopedia Архивирано на веб-сајту  (28. јун 2011) (public domain)
- "The revolt against Trajan Архивирано на веб-сајту  (29. јун 2011)", from livius.org
- , Evsevije Cezarejski, Istorija Crkve, 4.2.